# AI Большого Пса
AI Большого Пса (лат. AI Canis Majoris) — одиночная переменная звезда в созвездии Большого Пса на расстоянии (вычисленном из значения параллакса) приблизительно 40516 световых лет (около 12422 парсеков) от Солнца. Видимая звёздная величина звезды — от +13,8m до +12,7m.

## Характеристики
AI Большого Пса — пульсирующая переменная звезда, цефеида (CEP).